# Wohnhaus An der Jägermühle 5 (Radebeul)

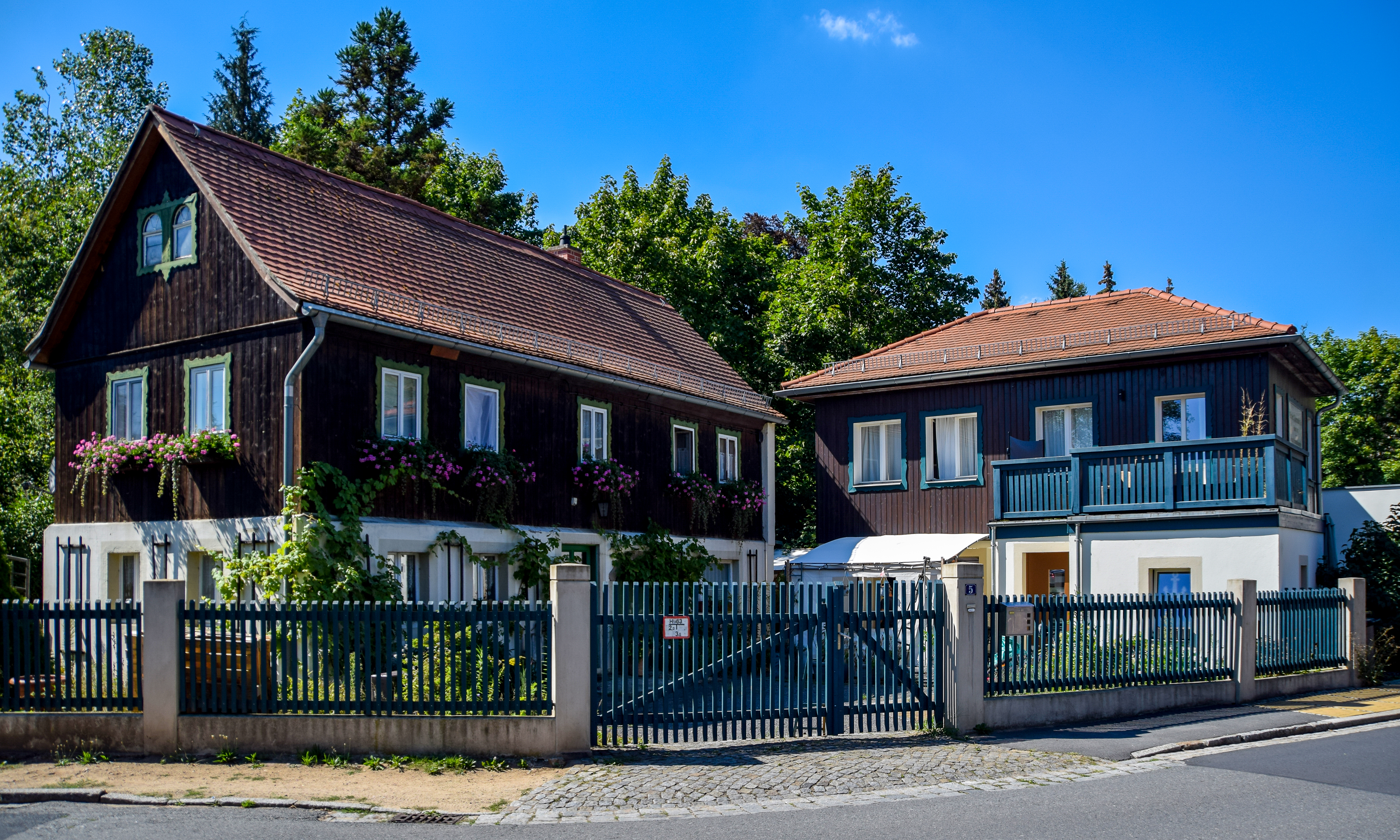
Wohnhaus An der Jägermühle 5 (li.) mit Nebengebäude

Das Wohnhaus An der Jägermühle 5 liegt im Stadtteil Niederlößnitz der sächsischen Stadt Radebeul.

## Beschreibung

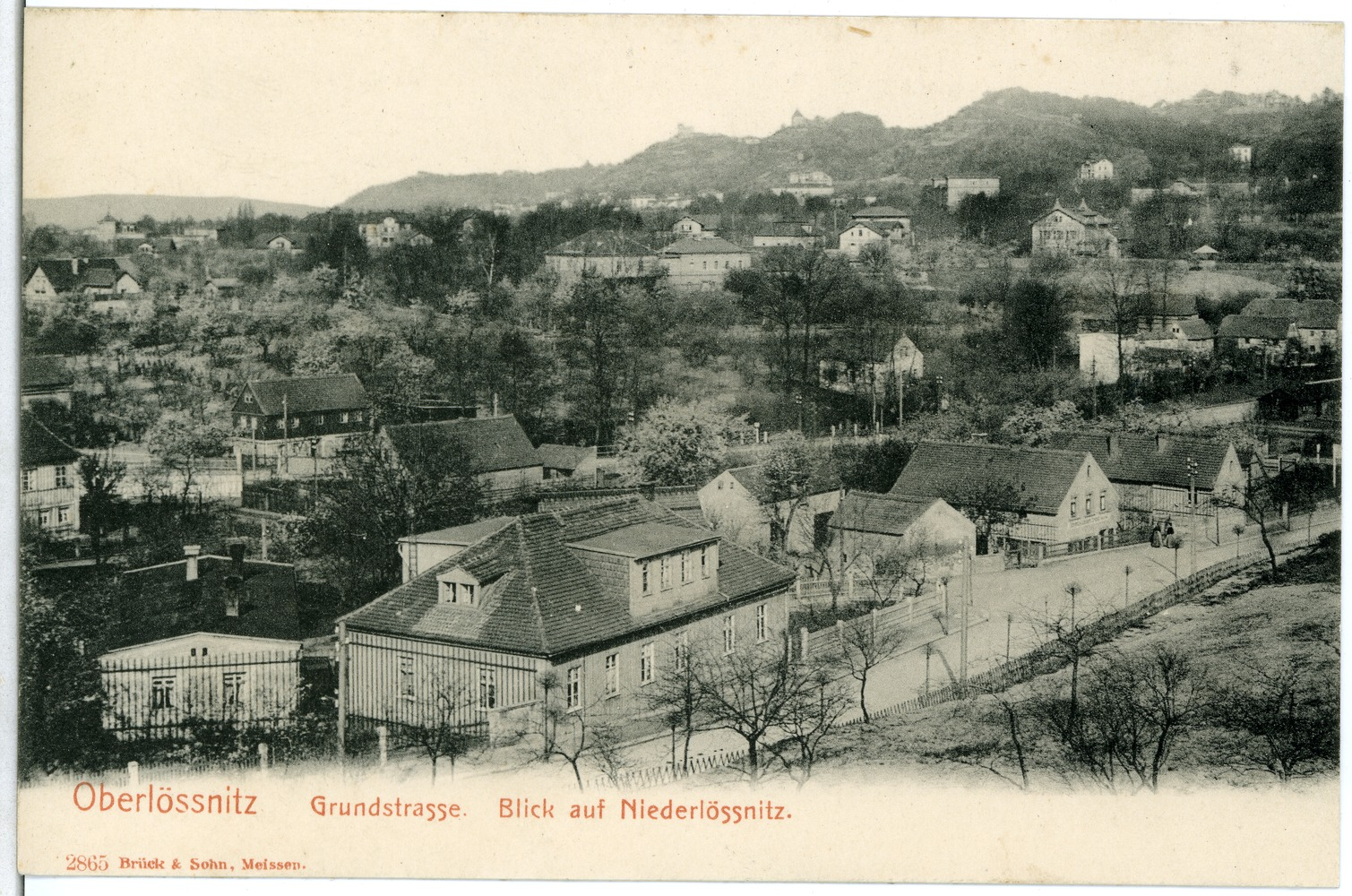
Das Wohnhaus links oberhalb des Armenhauses Oberlößnitz, noch ohne aufgestocktes Nebengebäude (1903)

Das mitsamt Nebengebäude und Einfriedung denkmalgeschützte bäuerliche Wohnhaus bildet mit dem rechtwinklig dazu stehenden, ebenfalls denkmalgeschützten Nebengebäude die Form eines Hakenhofs aus freistehenden Gebäuden; der dadurch gebildete Innenhof wird zur Straße lediglich durch eine Einzäunung abgeschlossen. Die Straße selbst verläuft an dieser Stelle in einer nach innen gerichteten Kurve.
Das Haupthaus steht fast in Nord-Süd-Richtung. Es ist ein länglicher Baukörper mit einem ziegelgedeckten Satteldach. Das Erdgeschoss ist massiv und verputzt, das Obergeschoss ist verbrettert, wie es für Fachwerkgeschosse üblich ist. Die Giebelseite zur Straße ist zweiachsig, im Giebelfeld mit doppelten Rundbogenfenstern. Die Längsseite ist fünfachsig. In der Mitte befinden sich zwei Türen: Links die rechteckige Hauseingangstür und rechts in einem Sandsteingewände die rundbogige Abgangstür zum Kellergewölbe, bezeichnet mit Initialen und der Datierung auf 1830. Zwischen den Fenstern und Türen des Erdgeschosses finden sich Weinspaliere. Die Obergeschossfenster werden durch verzierte Holzrahmen eingefasst, darunter hängen Blumenkästen.
Das ebenfalls zweigeschossige Nebengebäude ist kürzer und breiter als das Haupthaus. Es ist im Erdgeschoss ebenfalls verputzt und vor dem Obergeschoss verbrettert. Obenauf sitzt ein überkragendes, flaches Walmdach mit Ziegeldeckung. Vor dem vier- mal dreiachsigen Baukörper steht vor den zwei zur Straße orientierten Achsen der Hoflängsseite ein unten geschlossener Altan mit Holzbrüstung.

## Geschichte
Die früheste Datierung am Wohnhaus stammt von 1830. Das Nebengebäude zeigt in der Metallverzierung der Tür die Datierungen 1845 und 1935.
Das Unternehmen Gebr. Thalheim, Unternehmung für Hoch-, Tief-, Brunnen- und Wasserleitungsbau baute 1934 das Nebengebäude zum zweigeschossigen Betriebsgebäude aus. Im Erdgeschoss wurden Werkstätten eingerichtet, das Obergeschoss erhielt Büros für die Unternehmensführung. Hinter dem Gebäude, also nach Norden entlang der Straße, entstanden fabrikartige Werkstätten. Die Einfriedung stammt von 1935.